# Astrario

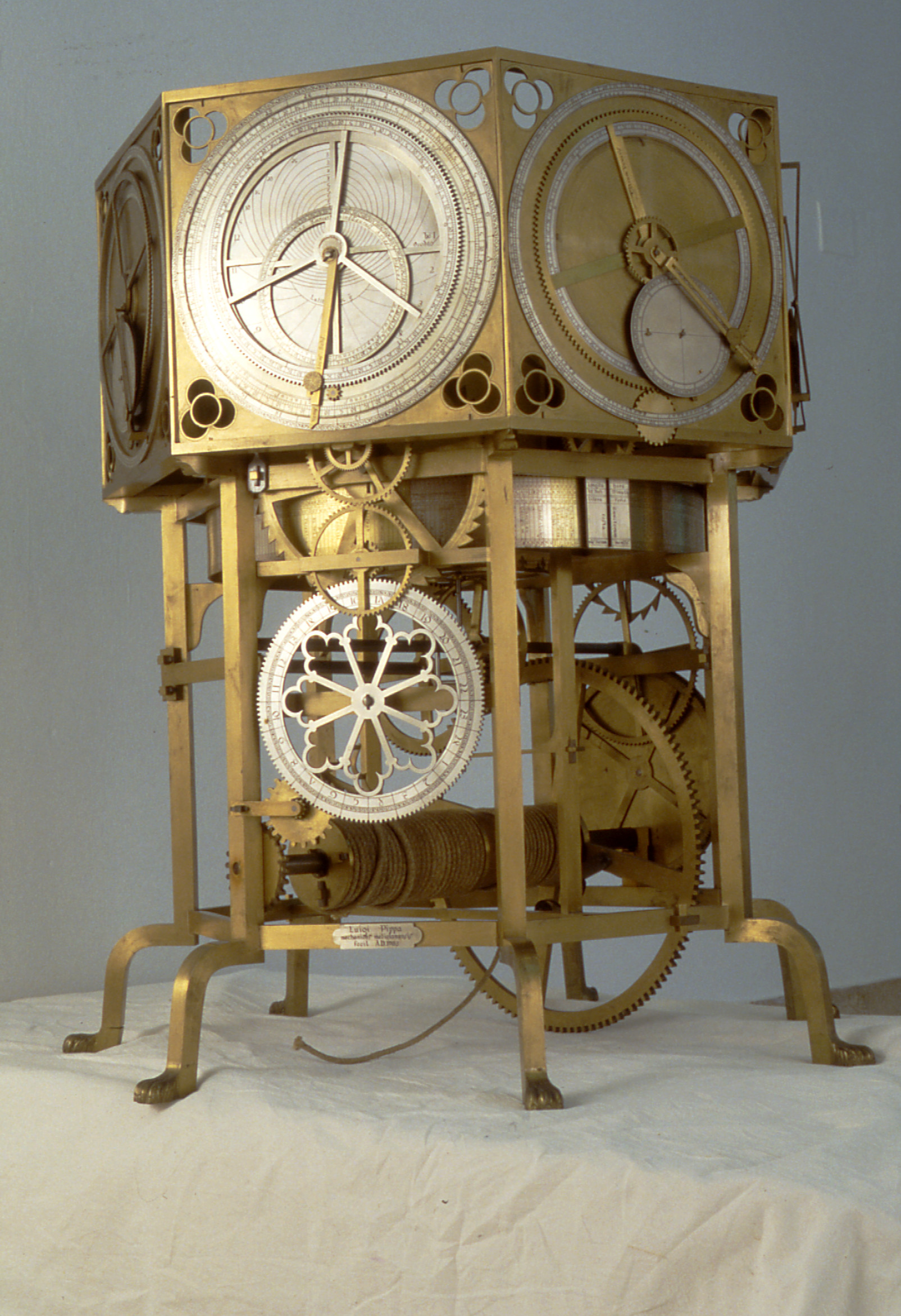
El astrario realizado por Giovanni Dondi dell'Orologio mostraba la hora, el calendario anual y el movimiento de los planetas, el Sol y la Luna. En la imagen se ve la reconstrucción moderna del Museo Nacional de Ciencia y Tecnología Leonardo da Vinci, de Milán.

El astrario, también conocido como planetario, era un antiguo reloj astronómico fabricado entre 1348 y 1364 por el ingeniero y astrónomo italiano Giovanni Dondi dell'Orologio. El artilugio, además de contar el tiempo y representar las fechas del calendario tanto religioso como civil, mostraba en los seis paneles superiores cómo algunos planetas, junto con el Sol y la Luna, se movían alrededor de la esfera celeste.
Se sabe que los dispositivos que realizan esta función se crearon antes del diseño de Dondi, aunque se sabe relativamente poco sobre ellos. En ocasiones, los detalles de algunas fuentes afirman erróneamente que el Astrarium fue el primer dispositivo mecánico que mostró los movimientos de los planetas.

## Historia

### Antecedentes griegos y romanos

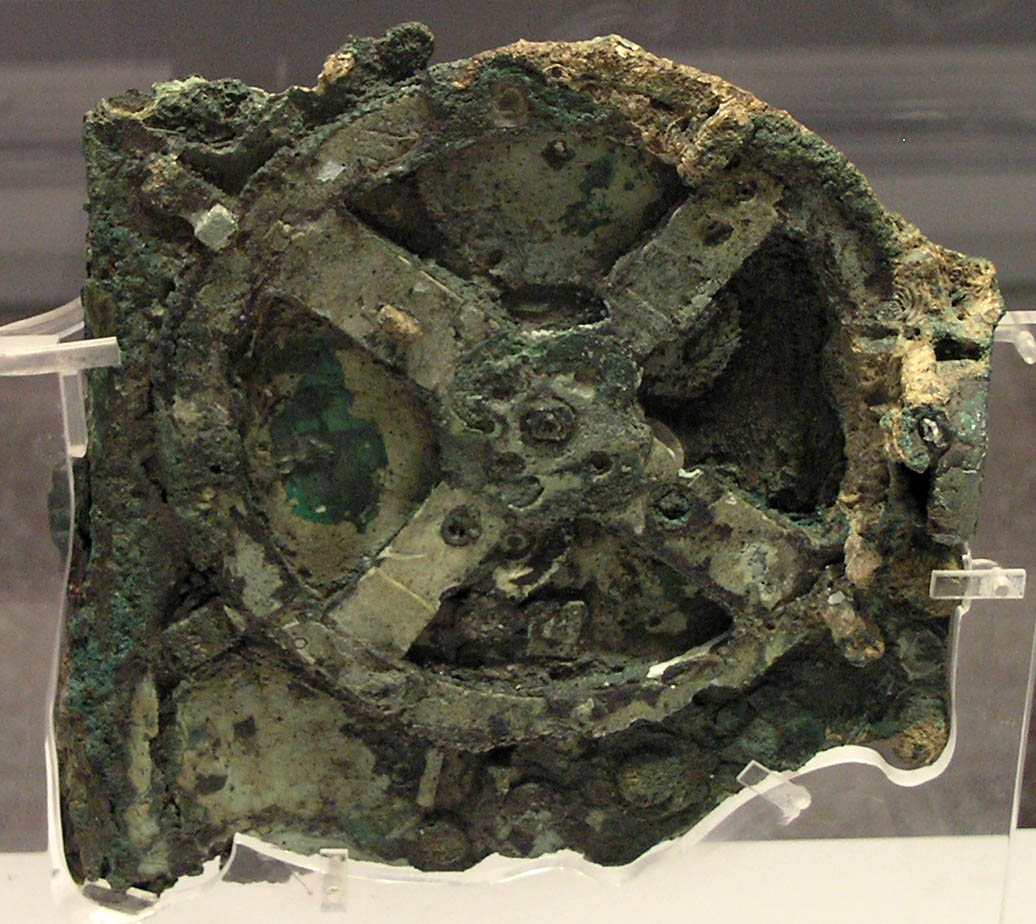
El mecanismo de Anticitera (fragmento principal)

El 17 de mayo de 1902, un arqueólogo llamado Valerios Stais, conoció la existencia de un trozo de material oxidado que había sido recuperado de un naufragio cerca de la isla griega de Anticitera. Parecía haber pertenecido a un antiguo mecanismo formado por alrededor de 30 ruedas dentadas, recientemente fechadas en torno al siglo II a.n.e. Hoy conocido como el mecanismo de Anticitera, se cree que pudo haber formado parte de un artilugio similar al astrario cuyo fin sería también alguna clase de medición temporal. Además, un extenso estudio de los fragmentos, utilizando rayos X, ha revelado suficientes detalles (engranajes, piñones, cigüeñal) para permitir a los investigadores construir réplicas parciales del dispositivo original. Grabados en los engranajes principales están los nombres de los planetas, lo que deja pocas dudas sobre el uso previsto del mecanismo.
Con la caída del Imperio Romano, se perdieron los conocimientos y la ciencia que pudo existir detrás de esta antigua pieza de relojería.

### La invención de Dondi
Si bien existen noticias de la construcción de relojes astronómicos en décadas anteriores (el propio padre de Dondi, Jacopo, diseñó el reloj astronómico en los Piazzi dei Signori de Padua en 1344), según los historiadores Bedini y Maddison el más antiguo que ha sobrevivido con una "descripción casi completa y documentación indiscutible" es el astrario de 1364 de Giovanni de 'Dondi (1318-1388). Dondi escribe que obtuvo la idea de Giovanni Campano da Novara, quien en su Theorica planetarum describe la construcción de un equatorium, un artilugio que permite predecir la posición de los astros en diferentes momentos del año.
De hecho, el astrario era principalmente un equatorium que incorporaba un mecanismo de relojería, con esferas de astrolabio y calendario e indicadores para el sol, la luna y los planetas. La intención de Dondi era que ayudaría a la gente a comprender los conceptos astronómicos y astrológicos (la astrología se consideraba entonces un tema digno de estudio por parte de la élite intelectual y se tomaba razonablemente en serio).
El reloj original, que constaba de 107 ruedas y piñones muestra el tiempo, el tiempo sideral (o estelar) y los movimientos del Sol, la Luna y los cinco planetas entonces conocidos: Venus, Marte, Saturno, Mercurio y Júpiter. Fue concebido según una concepción ptolemaica del sistema solar.
En 1381 Dondi regaló su reloj al duque Gian Galeazzo Visconti, quien lo instaló en la biblioteca de su castillo en Pavía. Permaneció allí hasta al menos 1485. Puede haber sido visto y dibujado por Leonardo da Vinci, pero se desconoce el destino final del reloj. Se perdió (quizás durante el saqueo de Mantua en 1630) pero Dondi dejó descripciones suficientemente detalladas como para permitir una reconstrucción moderna del reloj.